# カコミスル属
カコミスル属（Bassariscus）はアライグマ科の属の一つで、カコミスル（B. astutus）とクロアシカコミスル（B. sumichrasti）の2種が分類される。遺伝的研究によれば最も近縁なのはアライグマである 。
この属が最初に記載されたのは1887年、エリオット・カウズによってである、彼は"bassarisk"をこの属の英語名にする提案をした。
生息域はアメリカ合衆国南西部の半乾燥地帯および中央アメリカの湿潤な熱帯林。

## 参考資料
1. ↑  K.-P. Koepfli, M. E. Gompper, E. Eizirik, C.-C. Ho, L. Linden, J. E. Maldonado, R. K. Wayne (2007). “Phylogeny of the Procyonidae (Mammalia: Carvnivora): Molecules, morphology and the Great American Interchange”. Molecular Phylogenetics and Evolution 43 (3):  1076–1095. doi:10.1016/j.ympev.2006.10.003. PMID 17174109.
2. ↑  Elliott Coues (1887). “Bassariscus, a new generic name in mammalogy”. Science 9 (225):  516. doi:10.1126/science.ns-9.225.516. PMID 17748409.
3. ↑   http://bss.sfsu.edu/holzman/courses/Fall02%20projects/Ringtail.htm